# Ołykjał
Ołykjał (ros. Олыкъял) – wieś (dieriewnia) w Rosji, w Mari El, w rejonie morkińskim. W 2010 liczyła 67 mieszkańców.